# Bayelsa
Bayelsa – stan w południowej części Nigerii.
Bayelsa leży na południu kraju nad Zatoką Gwinejską i sąsiaduje ze stanami Rivers i Delta. Jego stolicą jest Yenagoa. Powstał w 1996. Według danych szacunkowych na rok 2012 liczy prawie 2 mln mieszkańców.
Bayelsa podzielona jest na osiem lokalnych obszarów administracyjnych:
- Brass
- Ekeremor
- Kolokuma/Opokuma
- Nembe
- Ogbia
- Sagbama
- Southern Ijaw
- Yenagoa